# Sequoia Capital
Sequoia Capital est une société américaine de capital risque, spécialisée dans l'incubation et le financement d'entreprises innovantes, fondée en 1972 par l'investisseur Don Valentine (en).
Parmi les partenaires de la firme se trouvent Don Valentine, Michael Goguen, Doug Leone (en) et Michael Moritz.
La société possède des bureaux aux États-Unis, en Chine, en Inde et en Israël.
Son siège est à Menlo Park, en Californie.

## Investissement
Sequoia investit dans les sociétés Cisco Systems, Oracle, Apple, Google, YouTube, Admob, Airbnb, Zappos, Tribe, Strava[réf. nécessaire], des sociétés d'armement israéliennes.
Sequoia Capital fait partie des premiers investisseurs de Facebook ; son retour sur investissement est de 360 000 % (juillet 2018).